# Tim Lo Duca
Tim Lo Duca, slovenski nogometaš, * 17. december 1985, Tolmin.
Lo Duca je nekdanji profesionalni nogometaš, ki je igral na položaju napadalca. V svoji karieri je igral za slovenske klube Primorje, Domžale, Ihan, Livar, Nafta Lendava, Rudar Velenje, Tolmin in Miklavž, ter avstrijske SV Grallo, SV Wolfsberg, USV Murfeld Süd in Erhart Preding. Skupno je v prvi slovenski ligi odigral 153 tekem in dosegel 18 golov. Bil je tudi član slovenske reprezentance do 19, 20 in 21 let.